# Ludwig Eichholz

Ludwig Eichholz

Ludwig Eichholz (* 16. Februar 1903 in Böhmisch-Leipa, Österreich-Ungarn; † 3. Mai 1964 in Höxter) war ein sudetendeutscher Politiker, Lehrer, Mitglied des Reichstags und SA-Führer. Während des Zweiten Weltkrieges war er Präsident des Hauptamts Unterricht und Wissenschaft im Generalgouvernement.

## Leben
Eichholz besuchte das Gymnasium in Rumburg und studierte nach dem 1921 bestandenen Abitur Philosophie, Germanistik und Slawistik an der Universität Prag. Nachdem er 1925 zum Dr. phil. promovierte, war er als Dozent in Mährisch-Neustadt und danach von 1926 bis 1927 in Preßburg beschäftigt. Nach dem Ableisten seines Militärdienstes von 1927 bis 1929 war er kurzzeitig in Schemnitz als Lehrer tätig. Von 1929 bis 1931 war er Gymnasiallehrer in Elbogen und danach bis 1935 in Dux. Eichholz war von 1921 bis 1933 Mitglied der DNSAP. Der Sudetendeutschen Heimatfront gehörte er ab März 1933 an, die später als Sudetendeutsche Partei (SdP) firmierte. Zudem wurde er Ortsleiter dieser Partei in Dux. Ab 1935 gehörte er für die SdP dem Abgeordnetenhaus des Prager Parlaments an und wurde im Oktober 1936 Geschäftsführer des Parlamentarischen Klubs der Partei. Innerhalb der SdP war er ab 1937 Hauptleiter für Erziehung und Unterrichtswesen.
Nach der Eingliederung des Sudetenlandes in das Deutsche Reich infolge des Münchner Abkommens wurde er Generalbeauftragter des „Stillhaltekommissars“ für volksbildende Vereinigungen und zusätzlich Leiter der Unterabteilung „Erziehung und Volksbildung“ bei der Gauleitung in Reichenberg. Er trat zum 1. November 1938 der NSDAP bei (Mitgliedsnummer 6.600.833). Von 1938 bis 1945 übernahm Eichholz als Gauamtsleiter das Amt für Erzieher im Sudetengau und war zudem Gauwalter des NS-Lehrerbundes. Eichholz wurde nach der Ergänzungswahl am 4. Dezember 1938 Mitglied des nationalsozialistischen Reichstages für die, durch das Münchener Abkommen dem Deutschen Reich zugeschlagenen, sudetendeutschen Gebiete und blieb dies bis Kriegsende. Von Anfang Oktober 1942 bis Mitte Januar 1945 leitete Eichholz in der Regierung des Generalgouvernements (GG) als Regierungsdirektor und Präsident das Hauptamt Unterricht. Eichholz, der als SA-Mitglied 1944 den Rang eines SA-Standartenführers erreichte, gehörte ab 1943 dem Führungsstab der SA im GG an.
Nach Kriegsende kam Eichholz in sowjetische Kriegsgefangenschaft, nahm nach seiner Entlassung seinen Wohnsitz in Höxter und arbeitete von 1948 bis 1959 als Gymnasiallehrer. Er wurde noch 1959 zum Oberstudienrat ernannt und leitete danach das Schul- und Kulturamt, die Stadtbücherei und Volkshochschule in Höxter. Politisch engagierte er sich in der Vertriebenenpartei GB/BHE, für die er 1953 erfolglos im Bundestagswahlkreis Warburg – Höxter – Büren kandidierte. Im Jahr 1955 wurde er Kreisobmann der Sudetendeutschen Landsmannschaft in Höxter und gehörte auch dem Sudetendeutschen Rat an. Eichholz starb Anfang Mai 1964 in Höxter.

## Ehrungen
In Höxter wurde eine Straße nach Ludwig Eichholz benannt.